# Rougeotiella
Rougeotiella là một chi bướm đêm thuộc họ Geometridae.